# Lonchura nana
Lonchura nana là một loài chim trong họ Estrildidae.